# Willy Roch
Willy Roch (* 9. Februar 1893 in Annaberg; † 6. September 1977 in Krefeld) war ein deutscher Pädagoge und Heimatforscher des Mittleren Erzgebirges.

## Leben
Willy Roch besuchte in seiner Geburtsstadt die Bürgerschule und danach das dortige Lehrerseminar, an dem er 1913 die Reifeprüfung bestand. Zunächst wirkte er als Hilfslehrer in Wildenfels. 1914 legte er die „Wahlfähigkeitsprüfung“ (Befähigung zum ständigen Lehrer) ab, kurz darauf wurde er zum Wehrdienst im Ersten Weltkrieg einberufen. Er war Landsturm-Infanterist.
1917 wurde er an der Universität Leipzig immatrikuliert, doch durch den Kriegsdienst begann er erst zwei Jahre später sein dortiges Studium für Geschichte, Germanistik, Pädagogik und evangelische Religionswissenschaft. Zu seinen Lehrern gehörte Eduard Spranger. 1922 legte er in Leipzig das Staatsexamen erfolgreich ab und wurde anschließend erneut im Schuldienst tätig. 
Zuerst war Willy Roch Lehrer an der Annenschule in Annaberg, der zweiten Bürgerschule am Ort. Als Aushilfslehrer war er danach am Lehrerseminar in Annaberg tätig, bevor er zeitweise als Lehrer in Tannenberg (Sachsen) tätig war, bevor er 1923 eine feste Stelle als Lehrer an der Pestalozzischule in Annaberg, der ersten Bürgerschule des Ortes, erhielt, wo er fortan bis zu seiner erneuten Einberufung zum Kriegsdienst im Jahre 1939 wirkte. 
Zuvor war er zum 1. Mai 1937 der NSDAP beigetreten (Mitgliedsnummer 5.874.884). Sein Biograph Hans Burkhardt stellte allerdings fest, dass er sich nie mit nationalsozialistischem Gedankengut identifiziert habe.
Nach Kriegsende im Mai 1945 kehrte er nach Annaberg zurück. Ein Jahr später wurde ihm dort die Organisation und Durchführung der Feierlichkeiten zum 450-Jahr-Ortsjubiläum übertragen, für die er u. a. eine Festschrift erarbeitete, der jedoch die Druckerlaubnis durch die sowjetische Militäradministration versagt blieb. (Das Manuskript wurde letztlich erst 2015 durch Karl Drechsler und dessen Ehefrau Edith publiziert.) 1947 übernahm er die Organisation der Feier zum 50-jährigen Bestehens des Pöhlbergturmes.
1948 wurde Willy Roch zum dritten Mal in Folge durch die sowjetische Geheimpolizei verhaftet und 1949 in Weimar wegen Mitwisserschaft illegaler Organisationen zu zehn Jahren Arbeitslager verurteilt. Inhaftiert wurde er im Speziallager Nr. 7 Sachsenhausen, in Untermaßfeld und in Torgau. 1954 erfolgte seine vorzeitige Entlassung. 
Da seine Bemühungen vergeblich waren, in Annaberg-Buchholz wieder eine Arbeit zu finden, übersiedelte er in die Bundesrepublik, wo er am Gymnasium in Garenfeld (Hagen, NRW) eine Stelle als Studienrat erhielt. 1957 trat Willy Roch in den Ruhestand. Er starb nach kurzer, schwerer Krankheit 1977.

## Wirken
Roch erwarb er sich vor allem als Adam-Ries-Forscher neben seinem Berufskollegen Fritz Deubner sowie als Heimatforscher für Annaberg und Umgebung einen bleibenden Namen.

## Werke
- Die Familie Roch in Annaberg und Umgebung, Annaberg Sa., 1930. DNB 36163109X
- Anton Günthers Ahnentafel, Zeitschrift Glückauf Jg. 56, (1936), S. 83–86.
- Adam Ries, des deutschen Volkes Rechenlehrer. Sein Leben, sein Werk und seine Bedeutung, Frankfurt/M. 1959. DNB 454065094
- Adam Ries. Ein Lebensbild, Leipzig, 1992. DNB 930109813
- Die Familie Eisenstuck und ihre Bedeutung für Annaberg, Annaberg, 1996. DNB 94852801X
- Annaberg 1496–1946, hrsg. von Karl und Edith Drechsler, Trafo-Verlag, Berlin 2015. ISBN 978-3-86465-057-4